# Strażnica (skała)
Strażnica – skała w miejscowości Ryczów w województwie śląskim, w powiecie zawierciańskim, w gminie Ogrodzieniec. Na mapie Geoportalu jest opisana jako Grodzisko. Znajduje się w odległości 50 m na południe od drogi z Ryczowa do Złożeńca i jest z tej drogi widoczna. Na skale znajdują się ruiny budowli obronnej zwanej Strażnicą Ryczów. Został odbudowany fragment jej murów.
Jest to samotna, zbudowana z wapieni skała, znajdująca się na częściowo otwartym, a częściowo porośniętym lasem terenie. Ma wysokość 12–15 m. Są to tereny Wyżyny Częstochowskiej z licznymi skałami wapiennymi. W Ryczowie jest jedną z wielu takich skał. Należą do tzw. Ryczowskiego Mikroregionu Skałkowego.

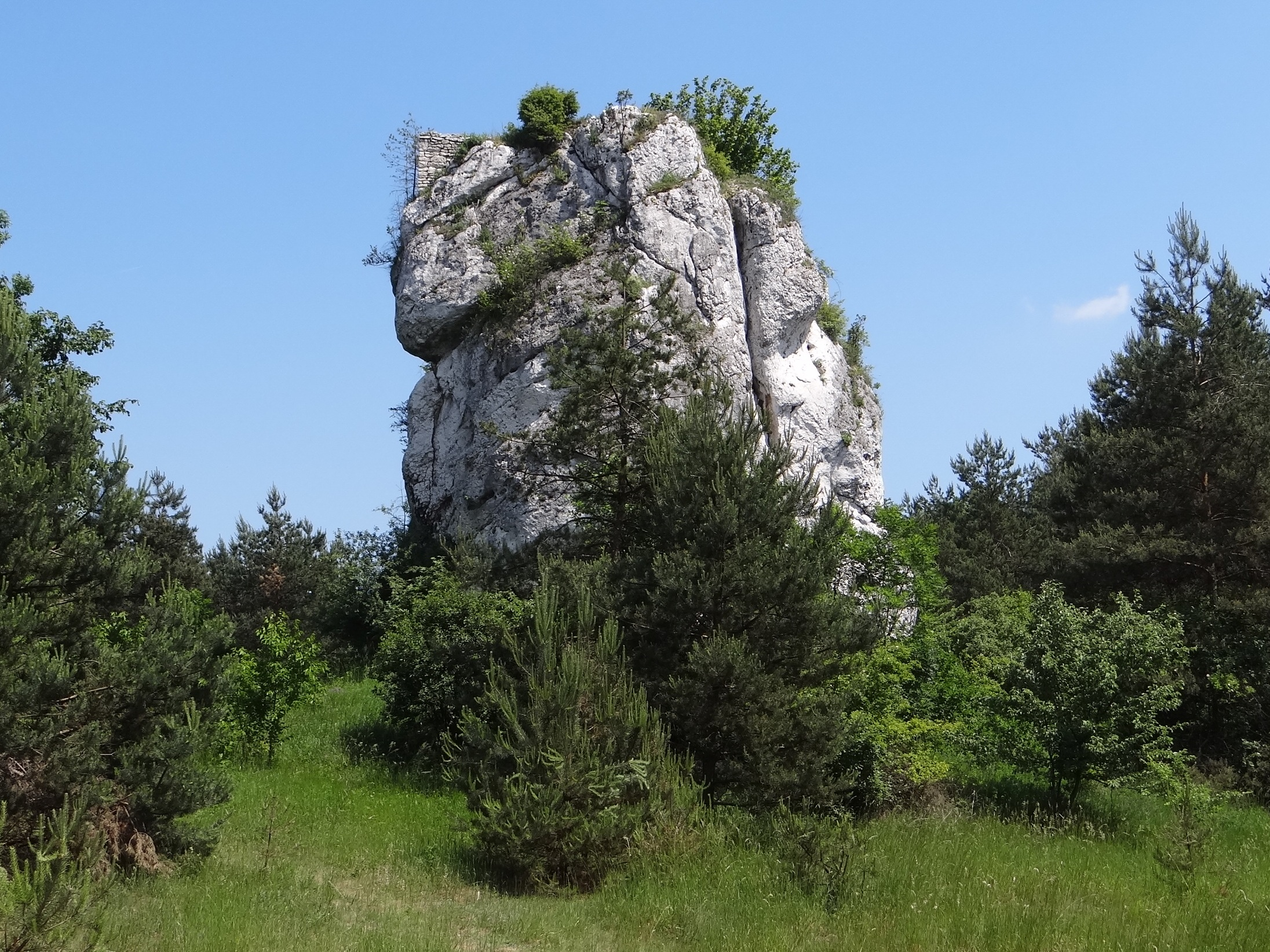
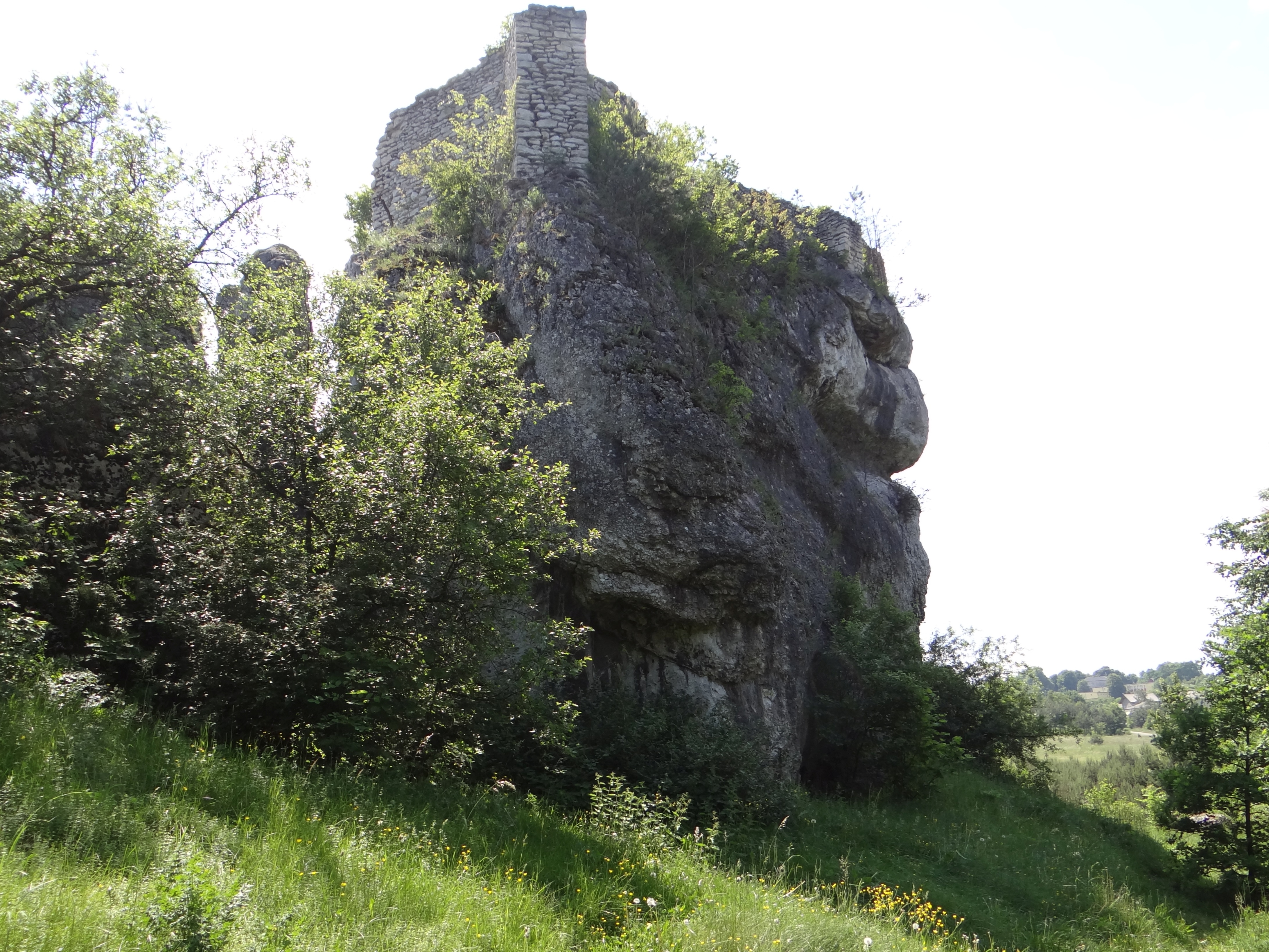
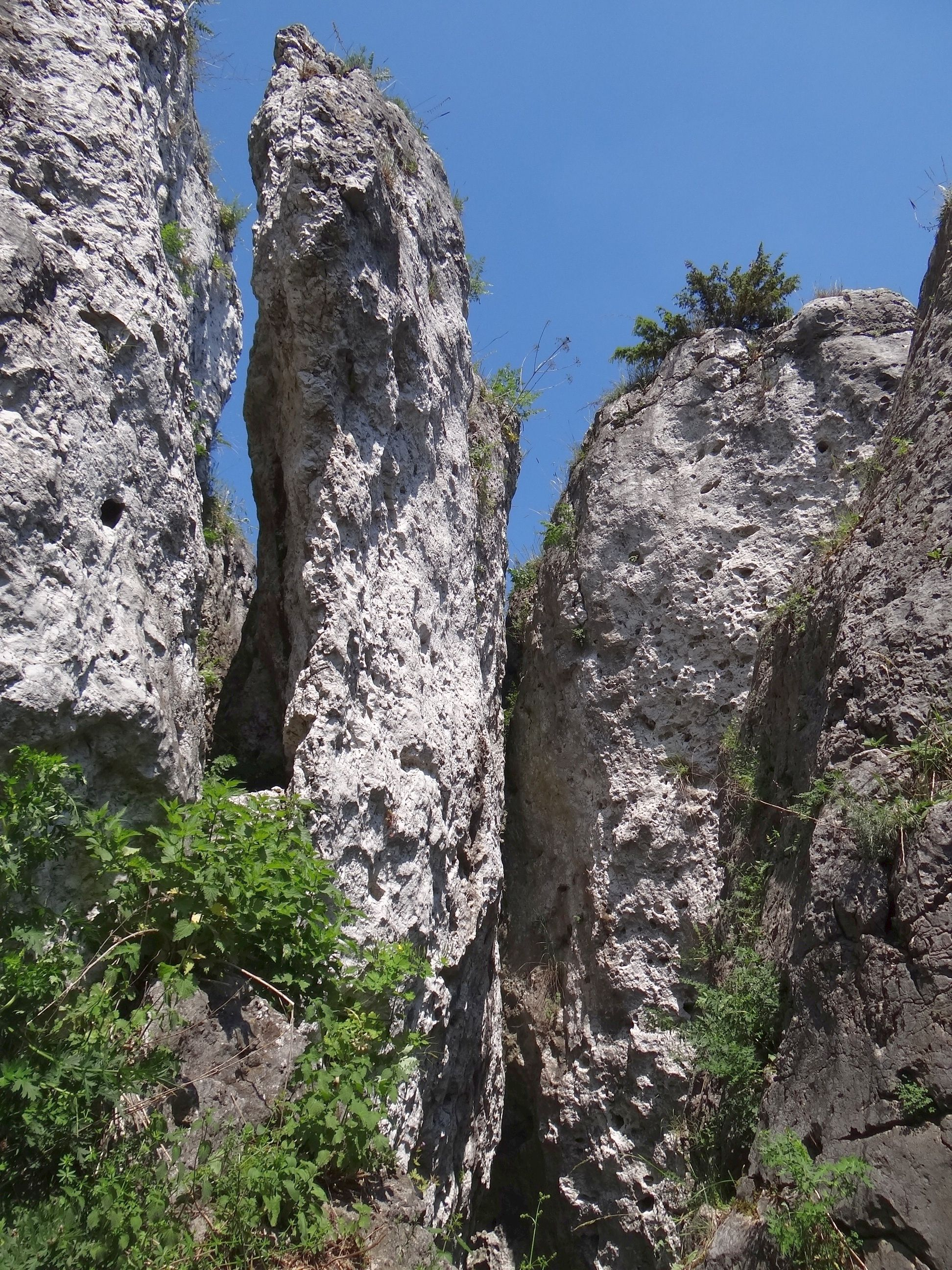
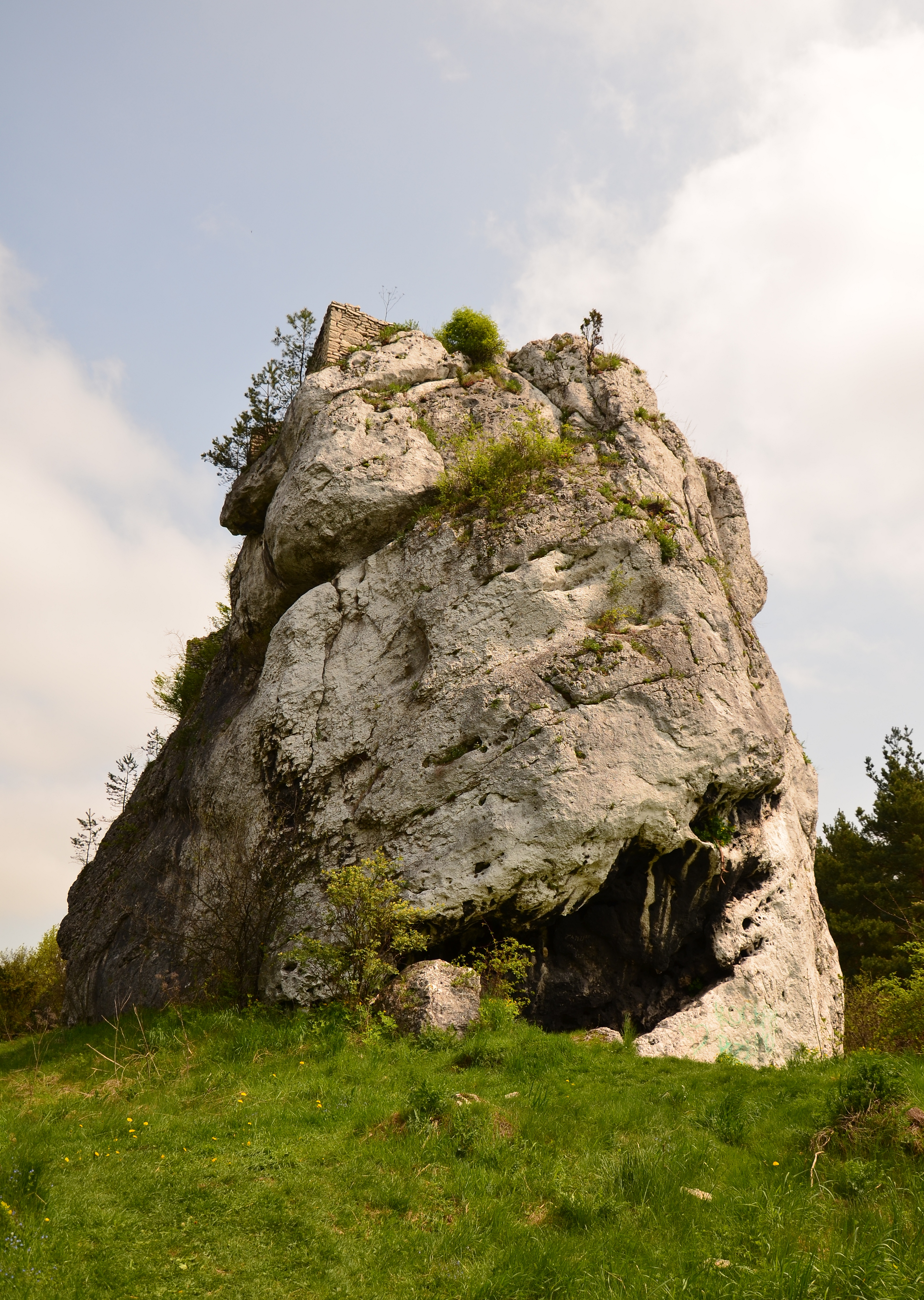
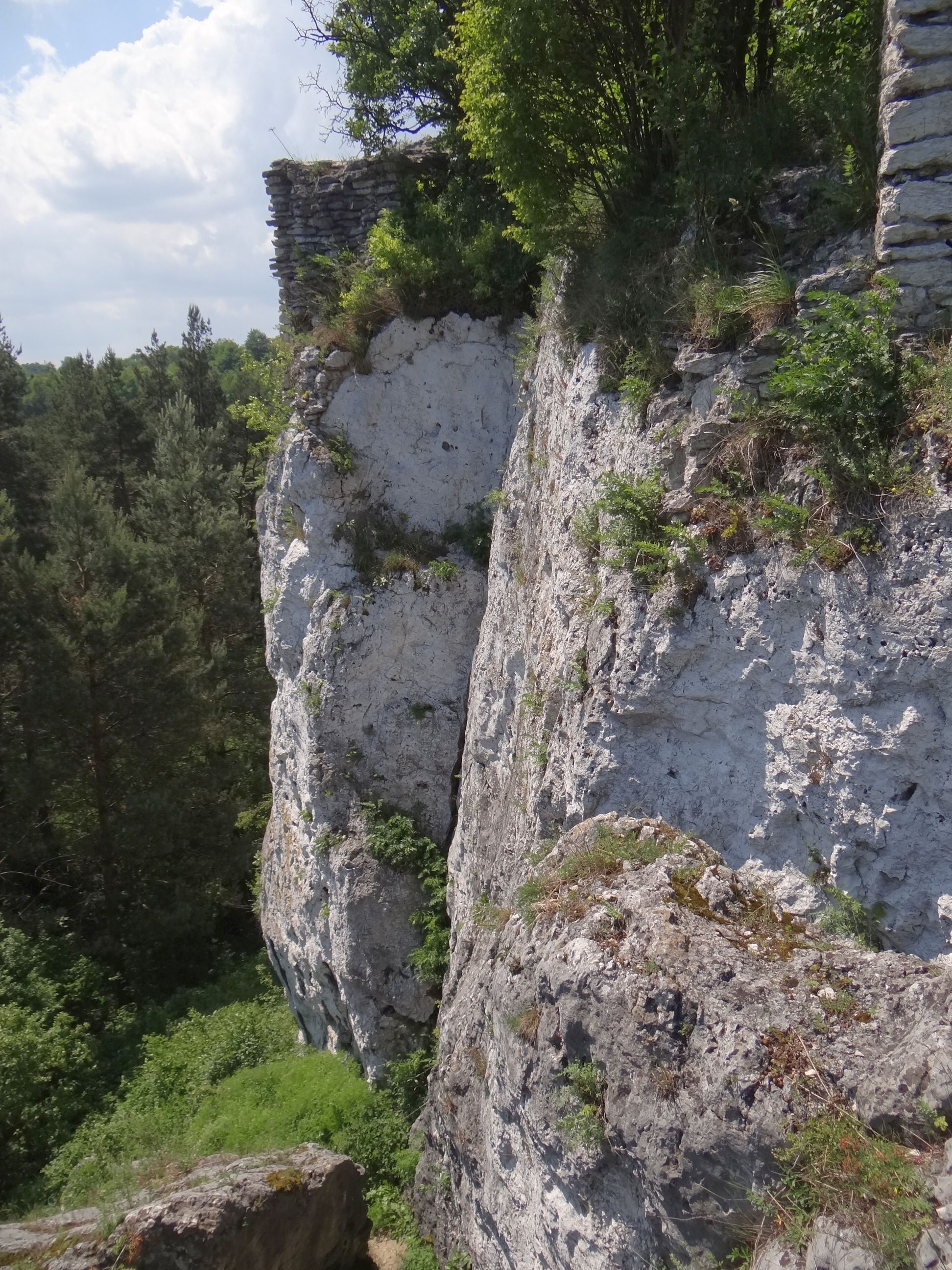

## Drogi wspinaczkowe
Strażnica jest obiektem wspinaczki skalnej. Wspinacze poprowadzili na niej 10 dróg wspinaczkowych o trudności od V do VI.1 w skali Kurtyki. Wspinaczka tradycyjna, zamontowano tylko pojedyncze ringi zjazdowe (rz) lub dwa ringi zjazdowe (drz). Popularność skały wśród wspinaczy jest niewielka.

Strażnica I
1. Nad okapem; rz, V+, 14 m
2. Bez nazwy; drz, VI, 14 m
3. Rysa na strażnicy; V, 14 m
4. Bez nazwy; rz, VI.1+, 13 m
5. Ryski; rz, V+, 13 m
6. Bez nazwy; V+, 12 m

Strażnica II
1. Depresja; VI.1, 14 m
2. Mini filarek; VI+, 14 m
3. Diagonalka; rz, V+, 14 m
4. Nad okapem; rz, V+, 14 m[6].

W skale znajduje się Schronisko w Ryczowie Pierwsze.